# GŠK Solin
GŠK Solin, wcześniej występujący jako GŠK Mravince – chorwacki klub szachowy z siedzibą w Solinie, dziesięciokrotny mistrz kraju.

## Historia
Klub został założony 15 grudnia 1984 roku w Mravincach, a jego inicjatorami byli Josip Barač, Ante Marović i Ivo Lozić. W 1989 roku otrzymał prawo reprezentowania Dalmacji w Pucharze Chorwacji, a po rozpadzie Jugosławii i utworzeniu Prvej A ligi podjął w niej starty. W 1992 roku podpisano umowę sponsorską z firmą Dalmacijacement. W tym okresie zawodnikami klubu byli mistrzowie Chorwacji: Mirko Jukić (1992) i Filip Ljubičić (1994). W 1997 roku klub po raz pierwszy zdobył puchar krajowy. W 1998 roku klub zadebiutował w Pucharze Europy. W fazie grupowej klub zajął czwarte miejsce po zwycięstwie z SC Fürstenfeld oraz porażkach z Radonja Bojović Nikšić i Slovanem Bratysława. W 1999 roku klub zdobył pierwszy tytuł mistrza kraju. W Pucharze Europy klub ponownie nie wyszedł z grupy, zajmując trzecie miejsce (zwycięstwa ze Stefo Balto Struga i Donbasem Ałczewsk oraz przegrana z Honvéd ASE). W latach 2000–2005 klub zdobył kolejne tytuły mistrzowskie. W latach 2006–2008 zespół zajmował drugie miejsce w kraju, ulegając za każdym razem ŠK Zagreb. W 2013 roku zmieniono nazwę klubu na GŠK Solin-Cemex (w Solinie klub miał siedzibę od 2004 roku). W sezonie 2015 zespół zdobył mistrzostwo kraju. W latach 2017–2018 szachiści klubu zajęli trzecie miejsce w lidze. Sezon 2019 zakończył się dla klubu zdobyciem wicemistrzostwa Chorwacji. W 2021 roku ponownie uzyskano trzecią pozycję w lidze. W sezonach 2022–2023 GŠK Solin-Cemex zdobywał odpowiednio dziewiąte i dziesiąte mistrzostwo kraju.

## Arcymistrzowie w historii klubu
- Michaił Antipow[17]
- Rafał Antoniewski[18]
- Ante Brkić[19]
- Mišo Cebalo[20]
- Johan-Sebastian Christiansen[21]
- Ognjen Cvitan[20]
- Iwan Czeparinow[19]
- Maksim Czigajew[17]
- / Emir Dizdarević[1][22]
- Aleksandr Donczenko[21]
- Aleksiej Driejew[23]
- Giorgi Giorgadze[20]
- Vlatko Kovačević[20]
- Zdenko Kožul[24]
- / Bojan Kurajica[1][22]
- Bogdan Lalić[20]
- Władimir Małachow[23]
- Saša Martinović[25]
- Mladen Muše[23]
- Juraj Nikolac[1]
- Grigorij Oparin[24]
- Mladen Palac[20]
- Pawieł Ponkratow[26]
- Aleksandr Predke[27]
- Borki Predojević[28]
- Zoltán Ribli[20]
- Davor Rogić[27]
- Ilja Smirin[22]
- Hrvoje Stević[24]
- Władisław Tkaczow[20]
- Wołodymyr Tukmakow[20]
- Ivan Žaja[29]